# Anthene pauperula
Anthene pauperula är en fjärilsart som beskrevs av Embrik Strand 1909. Anthene pauperula ingår i släktet Anthene och familjen juvelvingar. Inga underarter finns listade i Catalogue of Life.